# Aphanandromyces audisioi
Aphanandromyces audisioi är en svampart som beskrevs av W. Rossi 1982. Aphanandromyces audisioi ingår i släktet Aphanandromyces och familjen Laboulbeniaceae.   Inga underarter finns listade i Catalogue of Life.